# 적개공신
적개공신(敵愾功臣)은 조선 세조 때 이시애(李施愛)의 난을 평정하는 데 공을 세운 사람에게 내린 칭호이다.
공을 세운 사람 45명을 3등급으로 나누어 포상하였다.

## 1등 공신 - 정충출기포의적개공신(精忠出氣布義敵愾功臣)
| - 구성군 준(龜城君浚) - 조석문(曺錫文) - 강순(康純) | - 어유소(魚有沼) - 박중선(朴仲善) - 허종(許琮) | - 윤필상(尹弼商) - 김교(金嶠) - 남이(南怡) - 이숙기(李叔琦) |

1등 공신에게는 노비 13구(口), 전(田) 150결, 은 50냥, 의복 1∼2습, 안구(鞍具)를 갖춘 내구마(內廄馬) 1∼2필 등을 지급

## 2등 공신 - 정충포의적개공신(精忠布義敵愾功臣)
| - 김국광(金國光) - 허유례(許惟禮) - 이운로(李雲露) - 이덕량(李德良) - 배맹달(裵孟達) - 이형손(李亨孫) - 이종생(李從生) - 이서장(李恕長) | - 김순명(金順命) - 김관(金瓘) - 구겸(具謙) - 박식(朴植) - 김백겸(金伯謙) - 어세공(魚世恭) - 오자치(吳自治) - 정숭로(鄭崇魯) | - 장말손(張末孫) - 손소(孫昭) - 오순손(吳順孫) - 심응(沈膺) - 윤말손(尹末孫) - 김면(金沔) - 맹석흠(孟碩欽) |

2등 공신에게는 노비 10구, 전 100결, 은 25냥, 의복 1습, 내구마 1필 등을 지급

## 3등 공신 - 정충적개공신(精忠敵愾功臣)
| - 영순군 보(永順君溥) - 율원부윤 종(栗元副尹徖) - 한계미(韓繼美) - 선형(宣炯) | - 민발(閔發) - 오자경(吳子慶) - 최유림(崔有臨) - 우공(禹貢) | - 정종(鄭種) - 정준(鄭俊) - 이양생(李陽生) - 차운혁(車云革) |

3등 공신에게는 노비 8구, 전 80결, 은 10냥, 의복 1습, 내구마 1필 등을 지급
강순·남이 등은 반역음모에 가담한 혐의로 이러한 은전이 박탈됨